# Elie Saab
Elie Saab (* 4. Juli 1964 in Beirut) ist ein libanesischer Modedesigner.

## Leben
Geboren als Kind maronitischer Eltern, zeigte Saab schon im Alter von neun Jahren Interesse an Mode und am Nähen von Kleidern. Er verbrachte viel Zeit mit Schnittmustern und Skizzenzeichnungen für Tischdecken und Gardinen. 
1981 zog Saab nach Paris, um Mode zu studieren. 1982 kam er zurück nach Beirut und gründete sein erstes Atelier mit zehn Arbeitern. Der Name des Labels war „Beirut-based fashion“. Saabs Hauptatelier befindet sich im Libanon, dem er sich sehr verbunden fühlt. Er besitzt außerdem Ateliers in Mailand und Paris.
1997 war Saab der erste nicht-italienische Designer, der Mitglied der italienischen Camera Nazionale della Moda (Nationale Mode-Kammer) war. Im gleichen Jahr präsentierte Saab seine erste Kollektion außerhalb des Libanon in Rom. 
1998 gründete Saab eine „Ready-to-wear“-Kollektion in Mailand und startete eine Modenshow in Monaco, die Prinzessin Stéphanie von Monaco besuchte. Diese Kollektion wurde weltweit in Städten wie Paris, London, Madrid, Moskau, Los Angeles, New York City und Hongkong verkauft.
Saab wurde 2002 weltweit bekannt, als Halle Berry ein von Elie Saab angefertigtes Kleid zu den Oscars trug, sie gewann in diesem Kleid den Best Actress Award. Seitdem sind Elie Saabs Kleider beliebt bei verschiedenen Stars und Royals, u. a. hat Kronprinzessin Victoria von Schweden auf einer Feier am Vorabend ihrer Hochzeit ein Kleid des Designers getragen.
Im Juli 2003 stellte Saab seine Haute-Couture-Kollektion in Paris als ein offizielles Mitglied der prestigevollen Chambre Syndicale vor. Die Reaktion der Presse und Designer war überwältigend. Zwei Jahre später, im Oktober 2005, startete Saab seine expandierte ready-to-wear collection auf der Pariser Startbahn und hat seitdem sein zweites Haus in Paris. 
Saab eröffnete seine erste Boutique im Jahr 2005 und verlegte sein Hauptquartier ins Herz von Beirut, die Downtown. Das fünfstöckige moderne Gebäude beherbergt sein Atelier, Couture-Salon, Accessoires-Abteilung und das Atelier für die Ready-to-Wear-Kollektion.